# 停車 (電影)
《停車》是由導演鍾孟宏於2008年所拍攝的一部黑色喜劇台灣電影，演員有張震、桂綸鎂、戴立忍、杜汶澤、高捷、曾珮瑜、陳之漢等。為2008年金馬國際影展開幕片。

## 劇情概要
男子陳莫在母親節開車去買了一個蛋糕。但是回到停車處的時候，發現他的車被雙併排，動彈不得。於是他開始去找尋車主，過程當中，碰到了許多人，也聽到了許多不同的故事。
故事的主題如下（依照時間軸排列）：
1. 小馬被槍斃，小馬老婆得絕症，留下父母及小女孩。
2. 裁縫師放棄裁縫店，在大陸投資失敗，被債主逼上絕路。
3. 理髮師混黑道時，手被砍斷。
4. 李薇從大陸來台下海賣淫。
5. 小弟爸爸得鼻咽癌。
6. 陳莫跟老婆無法生小孩。
7. 中華民國空軍退伍的計程車司機。

故事的結尾，提出了電影的觀點：人生無常，我們無法預料到在下一個轉角會發生什麼事，也許會有挫折，但是我們只有繼續往前走。

## 演員
- 張震  (飾 陳莫)
- 桂綸鎂(飾 陳莫的妻子)
- 戴立忍(飾 皮條客-大寶)
- 杜汶澤(飾 香港來的裁縫師)
- 曾珮瑜(飾 應召女郎-李薇)
- 林愷容(飾 小女孩-妮妮)
- 徐天榮(飾 妮妮的祖父)
- 張美瑤(飾 妮妮的祖母)
- 金士傑(飾 台商)
- 庹宗華(飾 黑社會老大)
- 楊麗音(飾 蛋糕店老闆)
- 林郁智(納豆)(飾 皮條客的小弟)
- 高捷 (飾 理髮廳老闆-長壽仔)
- 九孔 (飾 前戰鬥飛行員的計程車司機-孔凡夫)
- 陳思翰  (飾 黑社會紅棍)

## 花絮
- 飾演片中小女孩的林愷容在拍攝期間與演員張震處得非常融洽。一開始劇組還擔心她因第一次見到張震會無法入戲，沒想到林愷容不僅不怕張震，還處處黏著他，說故事談鋼琴給他聽；連愷容的媽媽也驚訝原本怕生的她，竟如此的貼近一位第一次接觸的陌生人。[2]

- 最後的演員表當中有位名叫「陳思翰」的臨時演員，則是後來崛起的知名連鎖健身品牌「成吉思汗健身俱樂部」執行長兼知名網紅「館長」陳之漢

## 劇照攝影師
- 劉振祥

## 得獎記錄
- 第45屆金馬獎國際影評人費比西獎
- 2008年度台灣傑出電影

## 外部連結
- Yahoo奇摩電影上《停車》的資料（繁體中文）
- 雅虎香港電影上《停車》的資料（繁體中文）
- MSN娛樂上《停車》的資料（繁體中文）

- 開眼電影網上《停車》的資料（繁體中文）
- 豆瓣电影上《停車》的資料 （简体中文）
- 时光网上《停車》的資料（简体中文）
- AllMovie上《停車》的资料（英文）
- 爛番茄上《停車》的資料（英文）
- 香港影庫上《停車》的資料（繁體中文）
- 互联网电影数据库（IMDb）上《停車》的资料（英文）
- 電影停車劇照師 劉振祥的部落格 （页面存档备份，存于）